# Готланд Блю
Готланд Блю — твердий сир з коров'ячого молока, який виготовляється на найбільшому острові Швеції — Готланд. 